# Eduardo Pla
Eduardo Pla (Buenos Aires, 1952 —  ibíd. 14 de diciembre del 2012) fue artista plástico argentino, y considerado como uno de los precursores en el arte digital de Latinoamérica. Italo-argentino vivió más de veinte años en Europa y Estados Unidos, hasta que en 1996 regresa a Buenos Aires, Argentina.
Estudió arquitectura, comunicación audiovisual, diseño y urbanismo, obtiene una maestría en Instituto Europeo di Design de Milán, Italia. Fue pionero en la utilización de sistemas electrónico-digitales en el arte, realizando en una época temprana videoclips y aprendiendo el uso de video graphics y animación en 3D. Tuvo vínculos con la moda a través del diseño digital en telas. 
Fallece tras un paro cardiorrespiratorio el 14 de diciembre del 2012, en Buenos Aires.

## Exposiciones
- Computer and Art (1990, Lugano, Suiza)
- 10 años de Arte Digital (1995, Palais de Glace, Buenos Aires, Argentina)
- 15 años de Arte Digital (2000, Museo Nacional de Bellas Artes, Buenos Aires)
- La monumental instalación esférica Spazio Alchimia en el Lido de Venecia, curada por Pierre Restany (2001, Italia).
- III Bienal del Mercosur (2001, Porto Alegre, Brasil).
- El Sueño de la Esfera (2002, Puerto Madero, Buenos Aires).
- 20 años de Arte Digital (2005, Buenos Aires).
- Art Tour Peninsular (2006, Bomarzo, Italia y Lisboa, Portugal).
- Los Paralelos del Mundo (2007, Punta del Este, Uruguay).
- la Tercera Bienal Internacional de Arte de Beijing (2008, Beijing, China).

En 2011 cuando Pla cumplió “40 Años en el Arte”, realizó una mega exposición multimedia en el Centro Cultural Recoleta y lanzó el libro “Pla, 40 años en el arte” en El Ateneo Grand Splendid.

## Premios
- Excellence Award in Computer Art (1988, Nueva York, Estados Unidos)
- Primer premio en Art Addiction, The Venice Autumn Annual (1999, Venecia, Italia)
- Primer premio en el Concurso Nacional de Esculturas Centenario de la ciudad de Neuquén (2004, Neuquén, Argentina)